# Metalli di post-transizione
I metalli di post-transizione sono i metalli appartenenti agli elementi del blocco p, che sono disposti nella tavola periodica fra i metalloidi e i metalli di transizione: sono mostrati qui sotto in rosso. Essi sono più elettropositivi dei metalli di transizione, ma meno dei metalli alcalini e dei metalli alcalino terrosi. I loro punti di fusione e di ebollizione sono di solito più bassi di quelli dei metalli di transizione, ed in generale sono anche meno resistenti meccanicamente.
I metalli di post-transizione sono alluminio, gallio, indio, tallio, stagno piombo e bismuto. Inoltre, gli elementi da 113 a 116 sono inclusi in tale categoria provvisoriamente, in quanto, pur essendo già stati sintetizzati, le loro proprietà chimiche sono ancora ipotetiche: i loro nomi sono nihonio, flerovio, moscovio e livermorio.
| 13           | 14          | 15           | 16          | 17        |
| ------------ | ----------- | ------------ | ----------- | --------- |
| B Boro       | C Carbonio  | N Azoto      | O Ossigeno  | F Fluoro  |
| Al Alluminio | Si Silicio  | P Fosforo    | S Zolfo     | Cl Cloro  |
| Ga Gallio    | Ge Germanio | As Arsenico  | Se Selenio  | Br Bromo  |
| In Indio     | Sn Stagno   | Sb Antimonio | Te Tellurio | I Iodio   |
| Tl Tallio    | Pb Piombo   | Bi Bismuto   | Po Polonio  | At Astato |